# マルティニ大教会 (ドゥースブルフ)
マルティニ大教会（オランダ語: Grote of Martinikerk）とは、オランダヘルダーラント州ドゥースブルフにある教会である。教会の塔の高さは国内8位の94メートル (308 ft)となっている。

## 歴史
1547年、この教会に雷が直撃し、非常に大きな損害を教会は受けた。その後災厄の年と呼ばれる1672年にはフランス軍によって再び大きな損害を受けた。更にその後も1717年と1783年に雷によって損害を受けており、避雷針がつけられた国内最初の建築物となった。
1919年から1930年にかけてW. te RieleとN. de Wolfによって修復されたが、1945年4月には退却するドイツ軍によって放火されている。

## ギャラリー

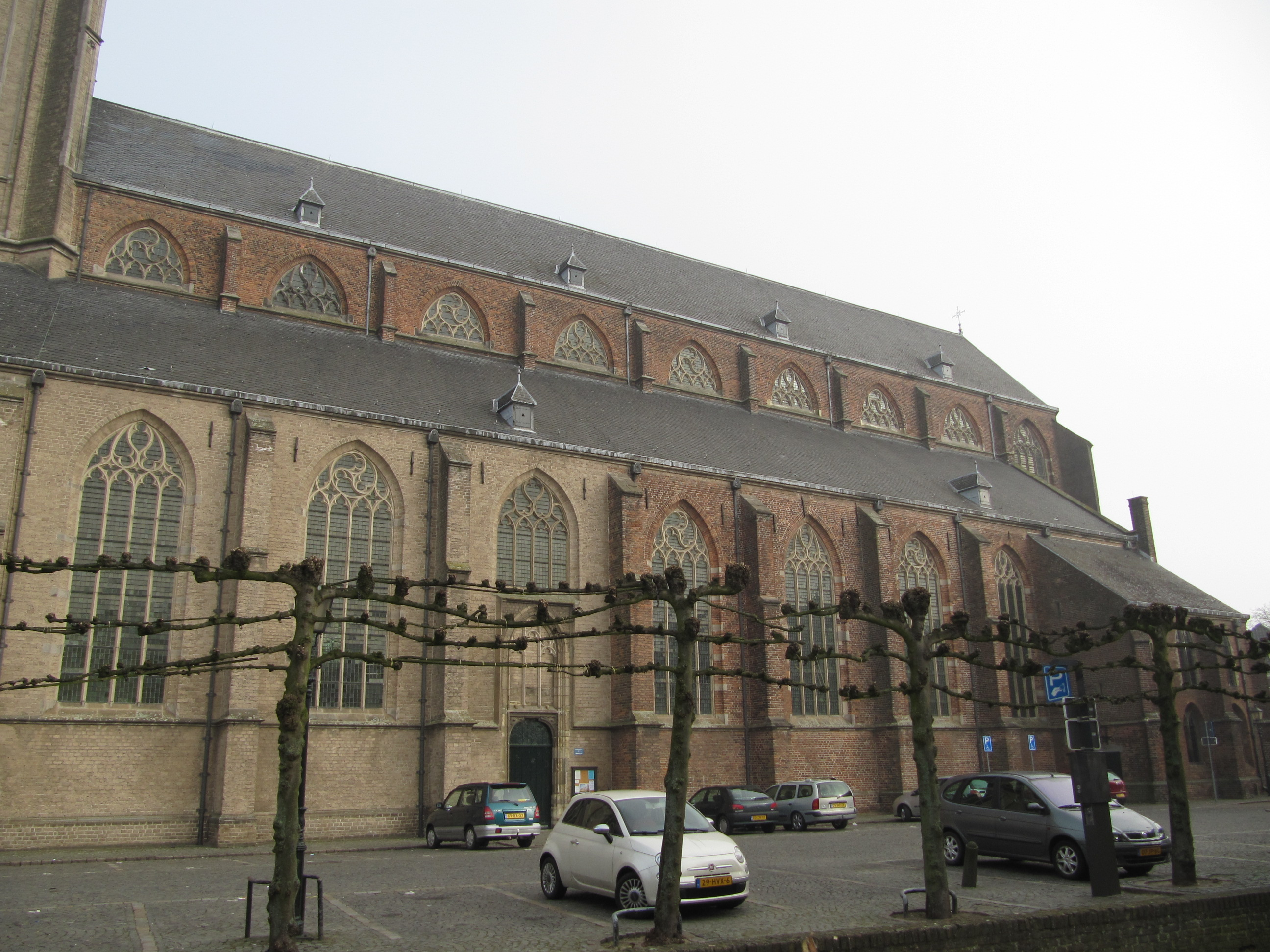
ケルク通りからの眺め
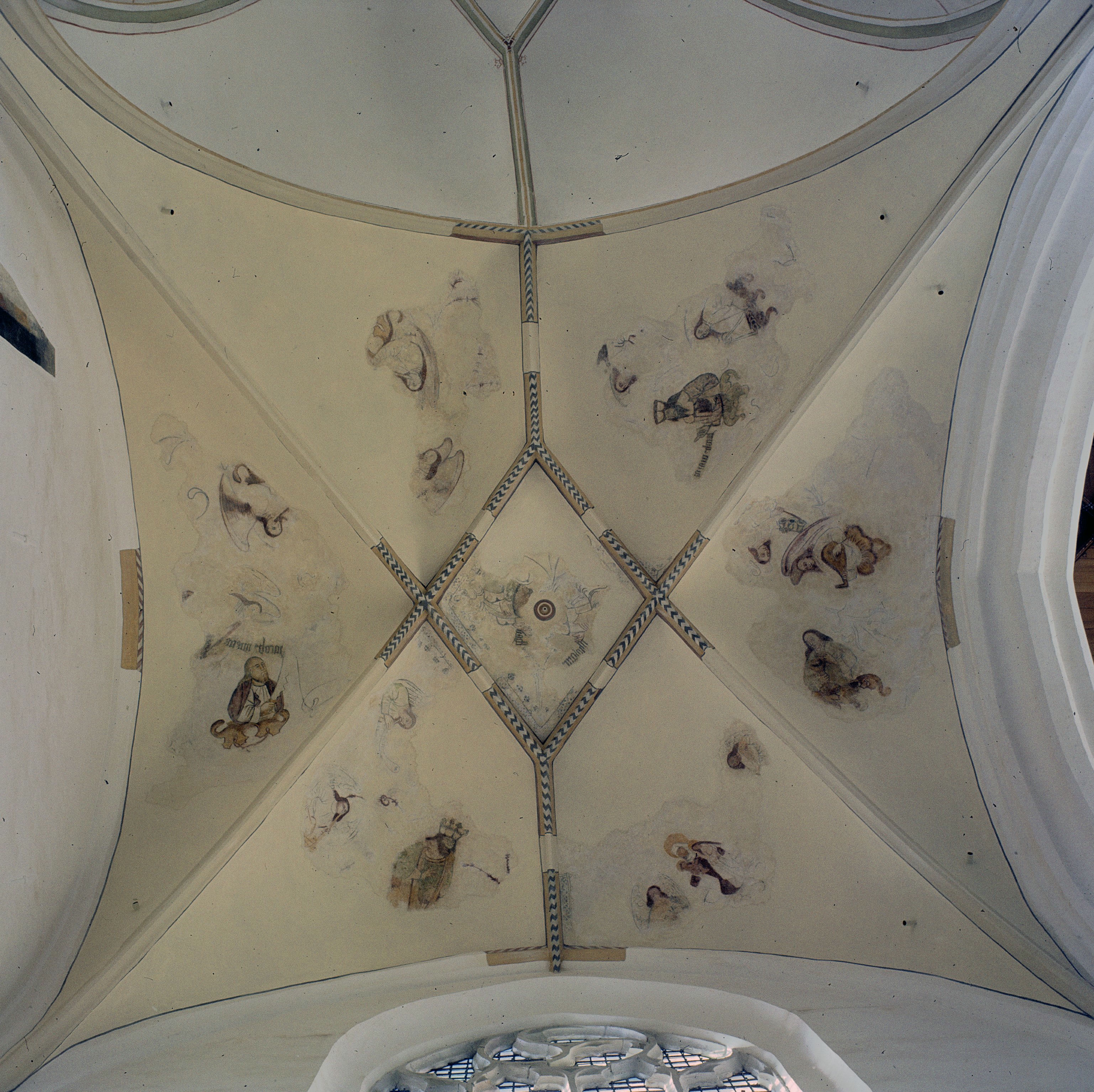
煉瓦造りの天井
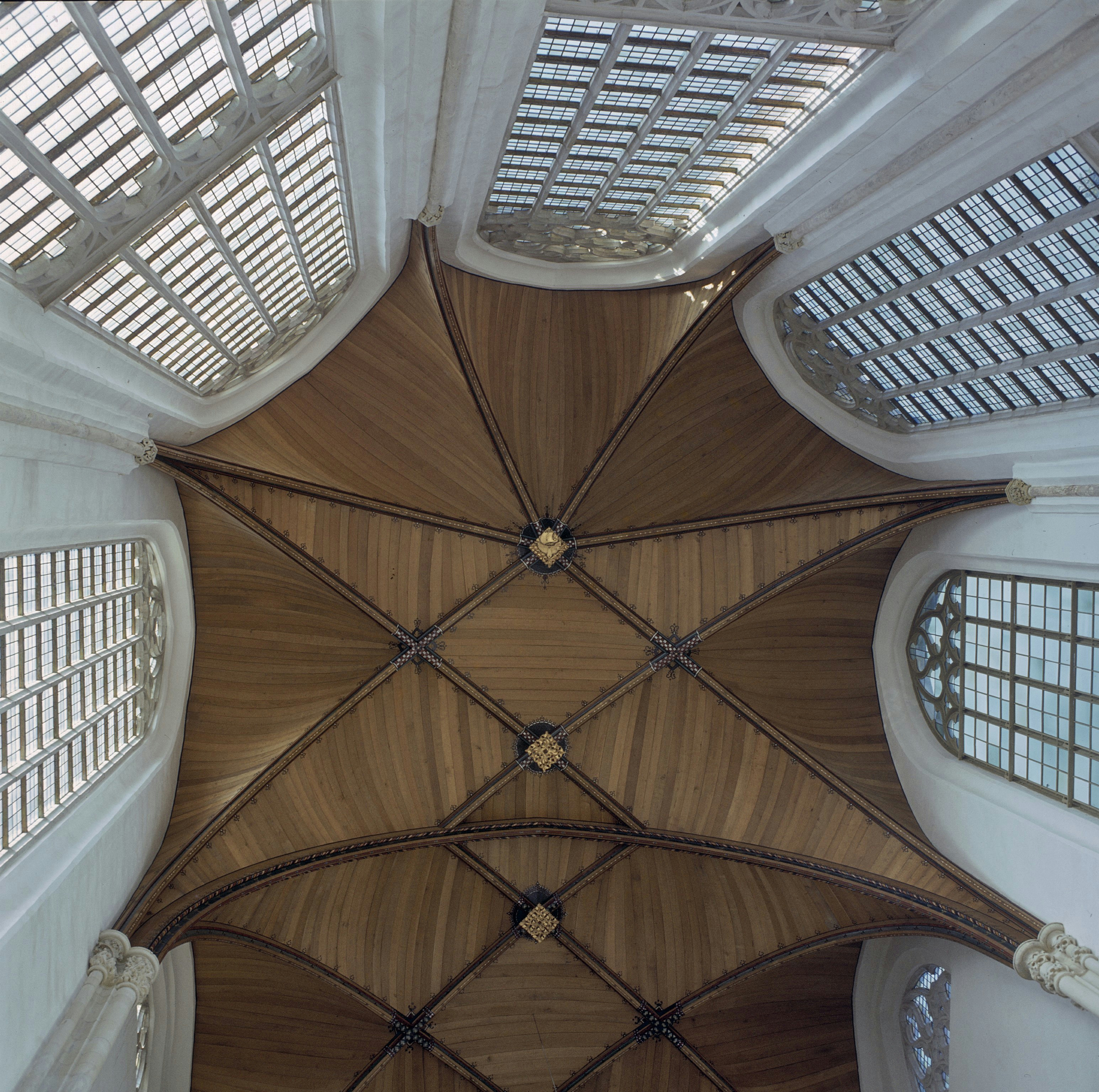
木製の天井
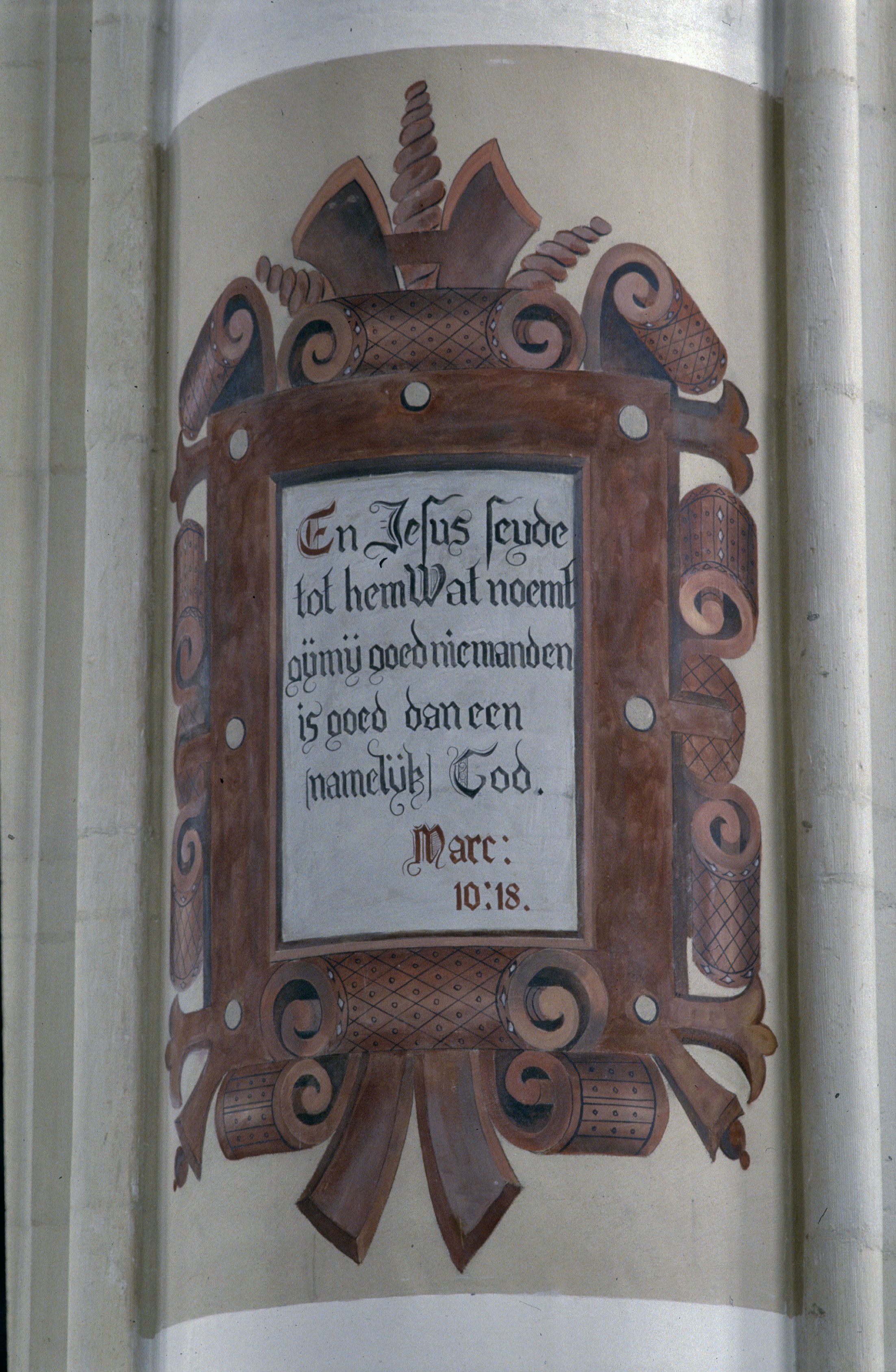
内装
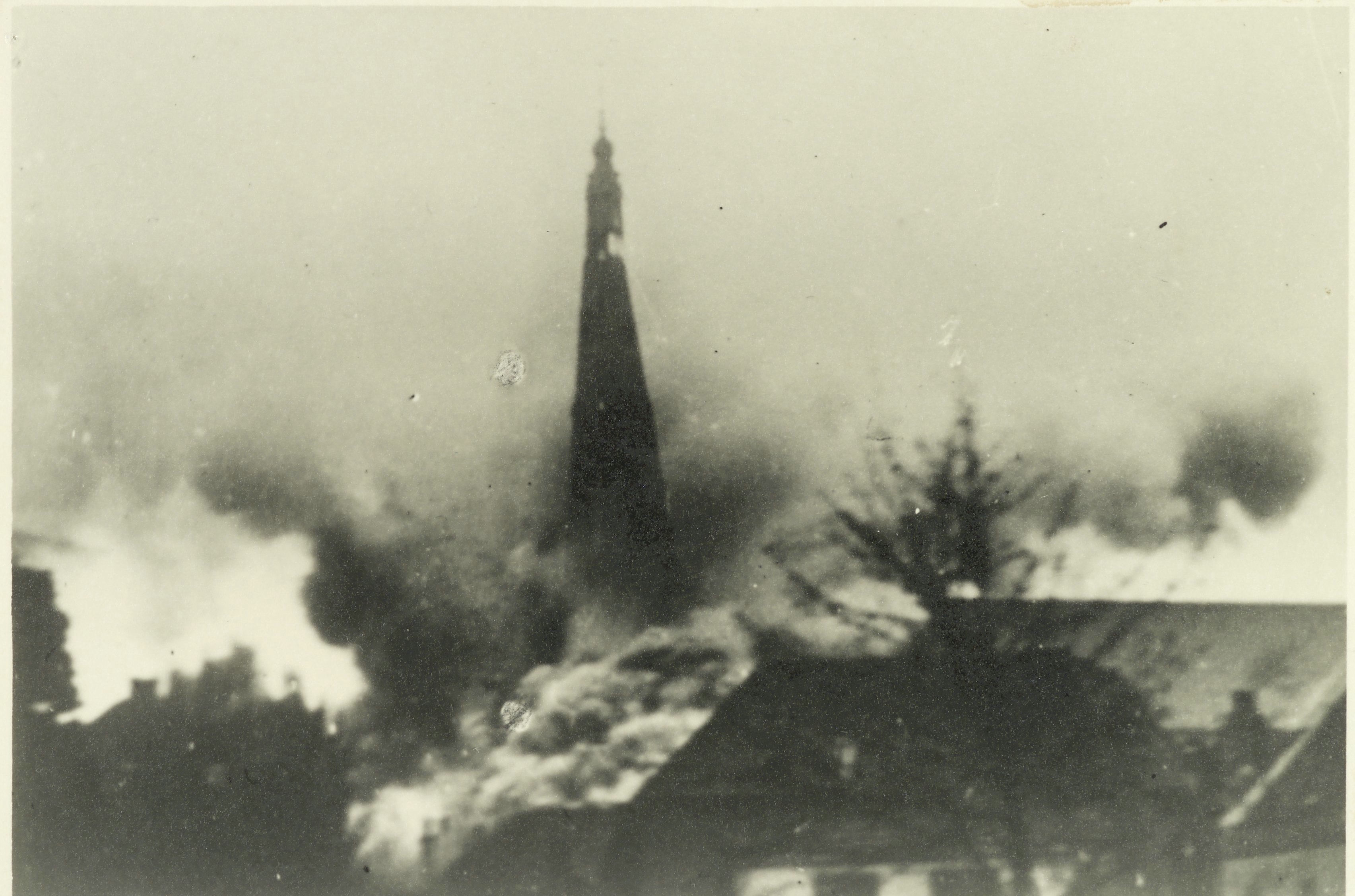
1945年4月15日の破壊
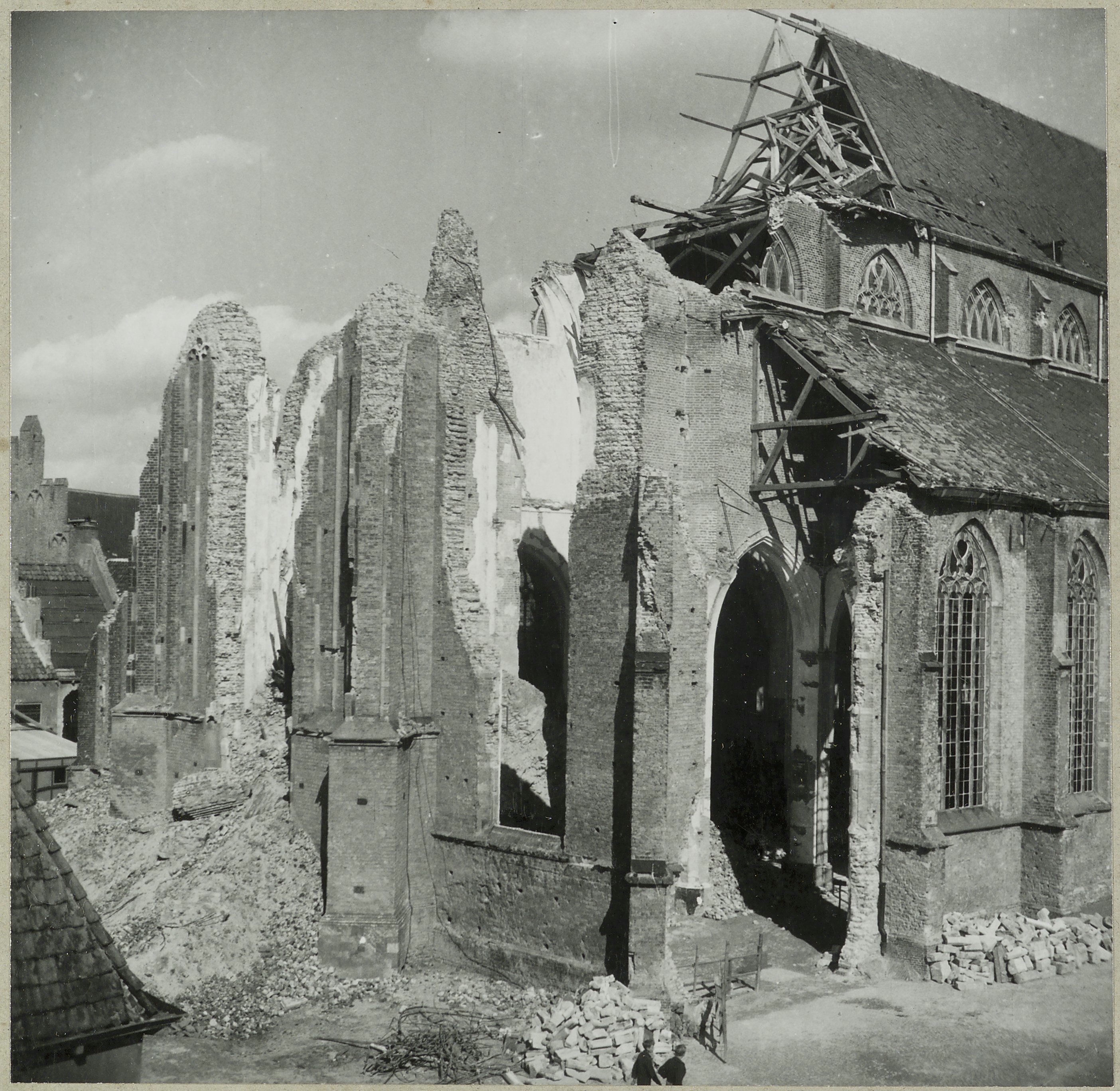
1945年の廃墟